# Naraperioden
Nara (奈良時代) var en period i Japans historia mellan åren 710 och 781 namngiven efter staden Nara som tjänade som Japans huvudstad under denna period. Under Naraperioden hade Japan en diplomatisk relation med Kina och den kinesiska kulturen blev populär i Japan. 
År 712 gavs krönikan Kojiki ('redogörelse för uråldriga händelser') ut och 720 utkom Nihongi ('Japans historia'), skriven helt på kinesiska. Dessa krönikor blandar myt med verklighet och båda redogör bland annat för hur gudarna skapade Japan. Runt 760 var den stora poesiantologin Manyoshu sammanställd och skriven helt på japanska med de kinesiska kanji som fonetiska tecken.